# Per-Ingvar Brånemark
Per-Ingvar Brånemark (3 maggio 1929 – Göteborg, 20 dicembre 2014) è stato un medico svedese, viene considerato come il "padre della moderna implantologia dentale". Il Brånemark Osseointegration Center (BOC), che prende il nome del suo iniziatore, è stata fondata nel 1989 a Göteborg, in Svezia..